# Dindon bleu de Suède
Le dindon bleu de Suède (en anglais : Blue turkey) est un petit dindon au plumage gris bleu (deux nuances existent : le clair régulier et le foncé) et aux tarses rougeâtres.

## Histoire et description
Le dindon bleu est un dindon « à la mode » en France. On ne sait s'il est originaire de Suède, car ce coloris est signalé depuis longtemps en Europe continentale et l'ajout de cette dénomination faisait plutôt référence à un gris-bleu dit de Suède (comme l'on dit bleu de Prusse), quelques points noirs épars sont tolérés ; beaucoup d'éleveurs préfèrent le bleu foncé. Les tarses sont de couleur rougeâtre. La masse du dindon peut varier entre 6 et 8 kg, et celle de la dinde entre 4 et 5 kg.
Aux États-Unis, il existe un dindon ardoise (Slate) très semblable à ce dindon bleu.

## Standard
- dinde : 4 à 5 kg
- dindon : 6 à 8 kg